# هواناو

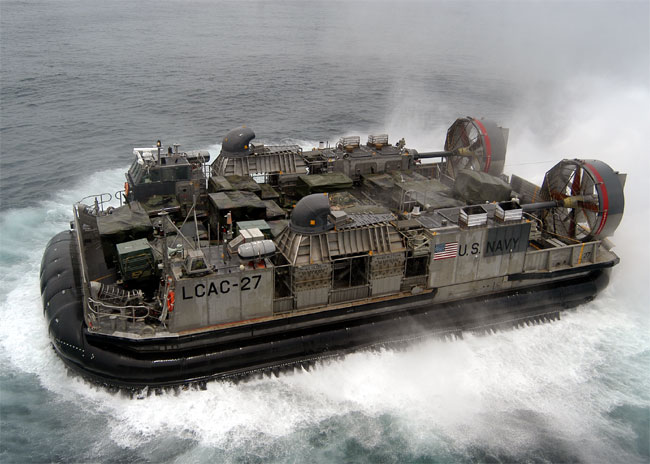
هواناو

هواناو (به انگلیسی: Hovercraft) یا هاورکرافت گونه‌ای شناور دریایی است که بر روی بالشتکی از هوای فشرده تکیه دارد. هواناو توانایی گذشتن از پهنه‌های گوناگون بر روی زمین و همچنین گذر از روی آب را دارد.
هواناو، شناوری دومنظوره (آبی‌خاکی) است که به روش هوابرد و با استقرار روی بالشتکی از هوای فشرده به‌آسانی و با نیروی رانشِ نسبتاً کمی روی سطوح آبی و خاکی حرکت می‌کند. هوای ورودی به هواناو، از طریق پروانه (fan) به زیرِ سازه و بالشتک‌ها منتقل و سبب خیزش (hovering) یا بلند شدن وسیله از روی سطح و استقرار آن بر روی توده‌ای از هوای تحت فشار می‌شود. بدین ترتیب، در زمان حرکت، نیروی مقاوم شناوری تا حد قابل توجهی کاهش می‌یابد و هواناو با به‌کارگیری سامانهٔ رانش و ملخ هوایی به حرکت درمی‌آید.

## تاریخچه ساخت

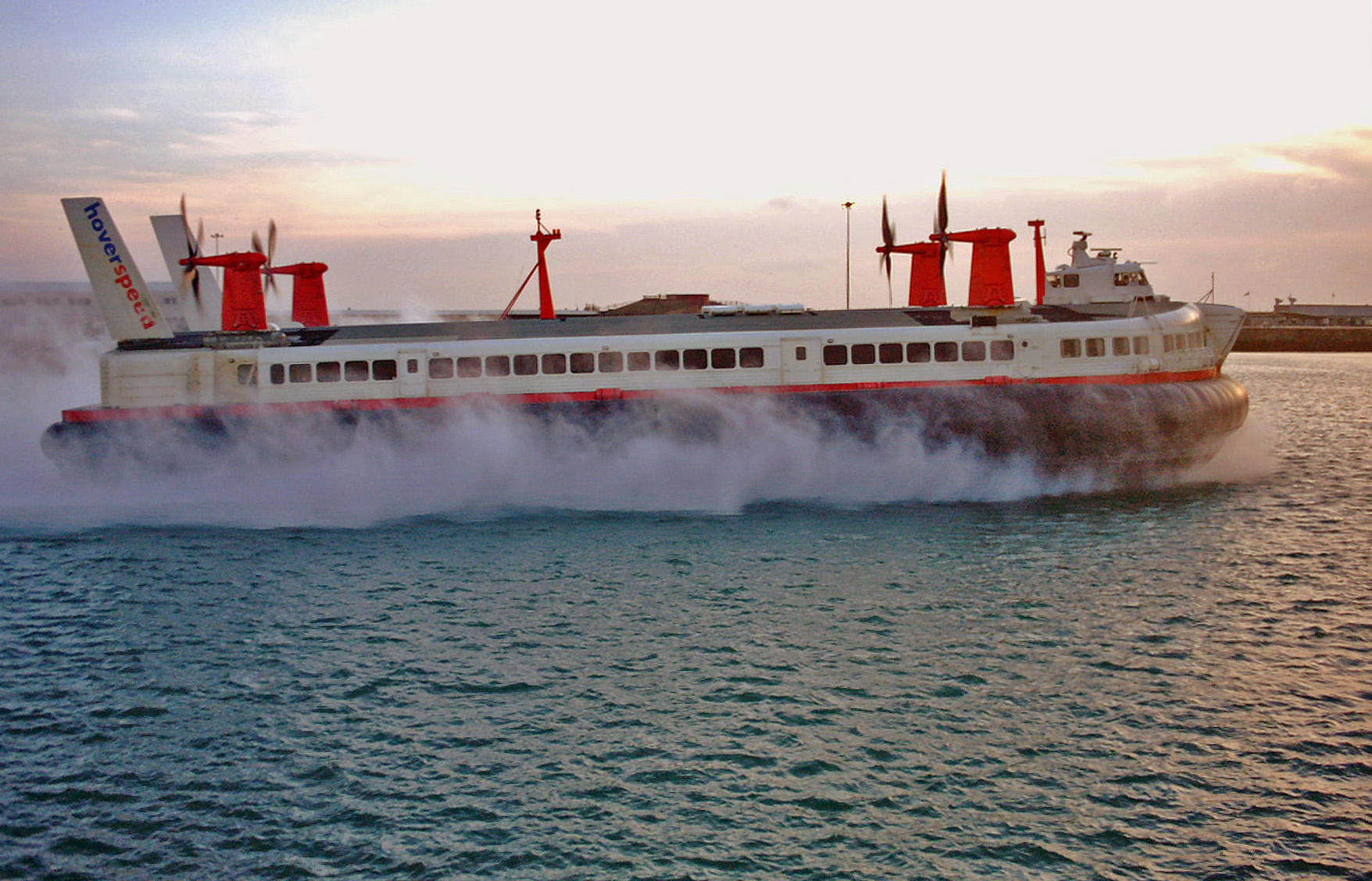
SR.N4 هاورکرافت (کلاس Mountbatten). عکس گرفته شده در آخرین روز خدمت آن (۰۱ اکتبر ۲۰۰۰).

هواناو در سال ۱۹۵۲ توسط مخترع بریتانیایی کریستوفر کاکرل ساخته شد. وی در سال ۱۹۶۹ به خاطر خدماتش در زمینه مهندسی به دریافت نشان شهسواری نائل شد.
کاکرل با آزمایش‌های ساده‌ای به‌وسیله موتور یک جاروی برقی و دو قوطی استوانه‌ای اصول کاربردی یک وسیله نقلیه متکی به بالشتک هوا را ثابت کرد. وی نشان داد که زمانی که بالشتک با فشار به بیرون بدمد وسیله نقلیه به آسانی بر روی سطح جنبش‌پذیر خواهد بود.
این کار به آن وسیله نقلیه امکان حرکت بر روی گل نرم، آب و مرداب و مانداب و همچنین زمین سفت را می‌دهد.
ساختار کلی هواناو تغییرات بسیاری نداشته است. بیشتر اصلاحات در سامانه‌های ناوبری، به‌کارگیری مواد مهندسی به روز نظیر مواد کامپوزیتی در بدنه و غیره می‌باشد.
ایران طی سال‌های ۱۹۶۸ تا ۱۹۷۵ اقدام به خرید ۸ فروند هواناو متوسط SR.N6 و ۶ فروند هواناو بزرگ BH-7 از انگلیس کرد. آنزمان ایران با این تعداد هواناو نظامی بریتانیایی الاصل خود، بزرگ‌ترین ناوگان هواناو دنیا را در نیروی دریایی خود تشکیل داده بود و قصد گسترش آن را نیز داشت. در حال حاضر ایران با ساخت هواناوهای بومی در اندازه‌های متفاوت از جمله یونس۶ و تندر و پیروزان اقدام به مسلح کردن آنها نیز کرده است.
کشورهای متعددی دارای هواناو برای یگان نیروهای نظامی آبی-خاکی خود هستند. روسیه با بزرگ‌ترین هواناو دنیا بنام ZUBR و آمریکا با هواناوهای LCAC پر شمار و انگلیس با هواناوهای مشهورش در زمره این کشورها هستند.

## توانمندی‌های کلی هواناو
هواناو به سبب ویژگی‌های خاص طراحی، دارای توانمندی‌های ویژه ای در زمینه‌های مختلف است.
از خصوصیات شاخص این شناورها می‌توان به سرعت (هواناوها) که بسیار بیشتر از کشتی است (چون آن‌ها برای مقابله با فشار آب، هیچ نیرویی را مصرف نمی‌کنند، بلکه تنها هوا را می‌شکافند) اشاره کرد؛ از دیگر خصوصیات آن نیز برتری نسبت به هواپیما به دلیل قابلیت حمل بار آن است.
راحتی در طول حرکت نیز از نکات مهم هواناوها محسوب می‌شود، این شناورها مانند دیگر شناورهای دریایی دچار ضربات قوی امواج نشده و مشکلاتی مانند دریازدگی را برای مسافران ایجاد نمی‌کند که این ویژگی هنگام حمل نیروهای نظامی بسیار حائز اهمیت است.
به‌طور کلی کاربردهای هواناو به موارد زیر دسته‌بندی می‌شوند:
- انجام عملیات آمادی و پشتیبانی در رزم دریایی، به‌ویژه در مناطق باتلاقی، لجنزار، آبراه‌های ناشناخته، مناطق کم عمق و مرداب‌های پوشیده از گیاهان دریایی و نیزار
- انجام عملیات گشت ساحلی، مبارزه با قاچاقچیان و انجام عملیات تعقیب و گریز از نواحی کم عمق دریایی تا اغلب قسمت‌های نوار ساحلی
- انجام عملیات هیدروگرافی و بسترشناسی دریا، مطالعات علمی در مناطق ساحلی و فلات قاره و ایجاد آزمایشگاه سیار جهت امور مطالعاتی
- انجام عملیات باربری و مسافربری به جزایر کوچکی که عملاً امکان ساخت اسکله و بندرگاه در آن‌ها توجیه اقتصادی نداشته و فاقد چنین تأسیساتی هستند
- انجام عملیات امداد رسانی در زمان وقوع حوادث غیرمترقبه، به‌ویژه سیل و آب گرفتگی، و کمک به مصدومین و مجروحین حادثه
- انجام عملیات زیست‌محیطی، جمع‌آوری لکه‌های نفتی در امتداد ساحل و جلوگیری از تخریب و آلودگی محیط زیست در مناطق کم عمق
- انجام عملیات گشتی با سرعت بسیار و جابه‌جایی فرماندهان و خدمه شناورهای دریایی و پوشش دادن نیازمندی‌های سازمان بنادر و کشتیرانی
- عملیات مین گذاری و مین روبی در سطح آبراه‌های بین‌المللی و تنگه‌های پرتردد و …

## سامانه‌ها و متعلقات
در یک نگرش ساده، هواناو شامل سازه‌ای دریایی است که به وسیلهٔ یک سامانه بالابر از سطح زمین بلند شده و در نهایت توسط سامانه رانش به حرکت درمی‌آید. به‌طور کلی، سامانه‌های اساسی هواناو به ساختارهای زیر دسته‌بندی می‌شوند:
- سازه: شامل اتاقک‌های آب‌بندی، نشیمن‌گاه موتور، تکیه‌گاه ملخ، نشیمن‌گاه سازه، بالک و مخازن شناوری
- سازه انعطاف‌پذیر: شامل بالشتک و اتصالات
- سامانه بالابری: شامل پروانه، کانال حلزونی و متعلقات
- سامانه رانش و جلوبری: شامل ملخ، داکت و تجهیزات جانبی
- سامانه کنترل سوخت و تعادل: شامل مخزن سوخت، پمپ، شیرهای یک‌طرفه و لوله‌های هیدرولیک
- سامانه‌های انتقال قدرت: شامل موتور، تجهیزات انتقال قدرت و متعلقات
- سامانه اطفای حریق: شامل مخزن کف، هشدار دهنده، خاموش‌کننده دستی و …
- سامانه تهویه مطبوع: شامل دمنده هوا، وسایل سرمایش و گرمایش؛
- سامانه‌های الکتریکی: شامل چراغ‌های ناوبری، روشنایی داخلی، سیم‌کشی، ژنراتور و …
- سامانه‌های اویونیکی: شامل رادار، GPS, سونار و …
- سامانه‌های مکانیکی: شامل مکانیزم لنگر، مکانیزم کشش و …
- تجهیزات نظامی: شامل سلاح، سامانه‌های جانبی و …
- تجهیزات اضطراری: شامل قایق نجات، جعبه کمک‌های اولیه